# Jean-Louis Lefebvre de Cheverus
Jean-Louis Anne Madelain Lefebvre de Cheverus (ur. 28 stycznia 1768 w Mayenne, zm. 19 lipca 1836 w Bordeaux) – francuski duchowny katolicki, pierwszy biskup bostoński, arcybiskup metropolita Bordeaux, kardynał.

## Życiorys
Przyszedł na świat w rodzinie sędziego i porucznika policji. Do kapłaństwa przygotowywał się w Paryżu i po uzyskaniu dyspensy (ze względu na młody wiek) otrzymał święcenia kapłańskie z rąk ówczesnego arcybiskupa paryskiego w dniu 18 grudnia 1790 roku. Początkowo pracował duszpastersko w diecezji Montauban. Na zaproszenie swego wuja, także kapłana, został kanonikiem katedry w Le Mans. Podczas rewolucji odmówił złożenia przysięgi cywilnej kleru co kosztowało go utratę pracy w parafii i nieomal życie. Początkowo zbiegł w przebraniu do Anglii, by ostatecznie wyemigrować do USA na wezwanie abpa Johna Carrolla, który poszukiwał kapłanów do pracy misyjnej wśród miejscowej białej ludności i Indian. Do Nowej Anglii przybył 3 października 1796 roku. Pracował głównie wśród Rdzennych Amerykanów ze stanu Maine, a także w Bostonie. Podczas epidemii żółtej febry z 1798 roku zdobył wielki szacunek i uznanie za odwagę, a jego kazań słuchali również protestanci.
8 kwietnia 1808 otrzymał nominację na biskupa nowo utworzonej diecezji bostońskiej. Sakrę przyjął dopiero półtora roku później (z powodu późnego dotarcia do Ameryki bulli nominacyjnej) w Baltimore z rąk abpa Carrolla. Po kilku latach okazało się, że jego stan zdrowia pogarszał się z powodu niesprzyjającego klimatu i choć wcześniej nie dopuszczał myśli o opuszczeniu swego ukochanego ludu, ostatecznie przyjął propozycję Ludwika XVIII i powrócił do ojczyzny w styczniu 1823 roku, obejmując rodzinne biskupstwo Montauban. 13 sierpnia 1826 przeniesiony na urząd arcybiskupa metropolity Bordeaux. Na wniosek króla Ludwika Filipa 1 lutego 1836 został włączony do kolegium kardynalskiego. Zmarł jednak na udar zanim odebrał kapelusz i kościół tytularny. Pochowany został w archikatedrze w Bordeaux.